# William Felix Browder
William Felix Browder (Chicago, 23 d'abril de 1964), conegut com a "Bill" Browder, és un financer angloamericà, CEO i cofundador del fons d'inversió Hermitage Capital Management ("Hermitage"), empresa d'inversions que va arribar a ser la inversora estrangera més gran de Rússia. El 1998 va renunciar a la ciutadania dels Estats Units per evitar pagar impostos per realitzar inversions a l'estranger.
Després de la mort el 2009, quan estava a la presó, de Sergei Magnitsky, un advocat i auditor rus que representava la seva companyia i estava investigant sobre un frau massiu en la recaptació dels impostos, Browder va impulsar que el Congrés dels Estats Units aprobés la "Magnitsky Act", una llei que castigava als funcionaris russos que violessin els drets humans, la qual va ser signada el 2012 pel president Barack Obama. El 2013 Browder va ser jutjat in absentia a Rússia per evasió d'impostos, juntament amb el seu antic advocat Magnitsky. Va ser condemnat i sentenciat a nou anys de presó. La Interpol va rebutjar la petició de Rússia per arrestar a Browder, al·legant que aquest cas era polític. El 2014, el Parlament Europeu va aprovar sancions per 30 russos que es creia que havien participat en el cas Magnitsky; era el primer cop que es prenia una acció similar.